# Gelastorhinus macilenta
Gelastorhinus macilenta är en insektsart som först beskrevs av Carl Stål 1877.  Gelastorhinus macilenta ingår i släktet Gelastorhinus och familjen gräshoppor. Inga underarter finns listade i Catalogue of Life.